# Winklern bei Oberwölz
Winklern bei Oberwölz war bis Ende 2014 eine Gemeinde mit 863 Einwohnern (Stand: 31. Oktober 2013) im Gerichtsbezirk bzw. Bezirk Murau in der Steiermark. Seit 1. Jänner 2015 ist sie im Rahmen der steiermärkischen Gemeindestrukturreform mit den Gemeinden Oberwölz Umgebung, Schönberg-Lachtal und Oberwölz Stadt zusammengeschlossen, die neue Gemeinde führt den Namen „Oberwölz“.

## Geografie

### Geografische Lage
Winklern liegt etwa 12 km nordöstlich von Murau.

### Gemeindegliederung

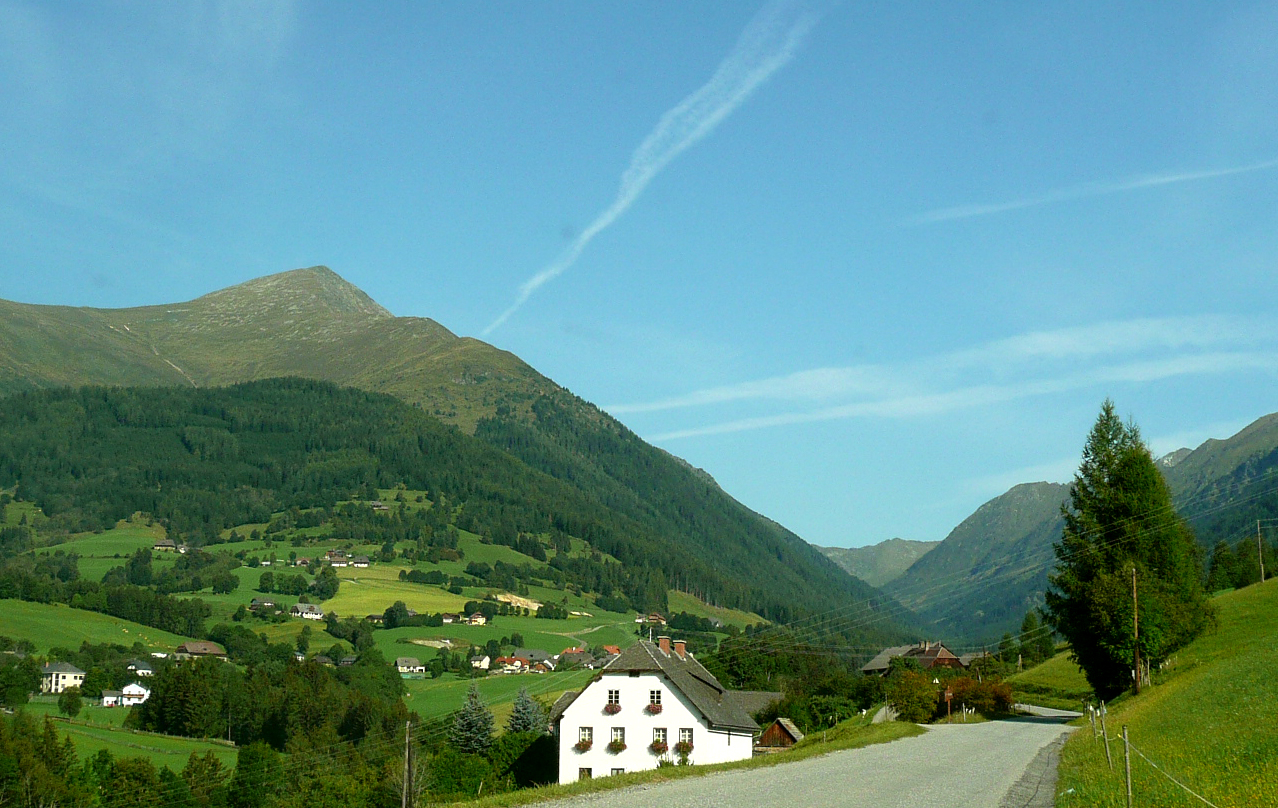
Ortschaft Eselsberg

Die Gemeinde bestand aus der einzigen Katastralgemeinde Winklern. Das Gemeindegebiet gliederte sich in drei Ortschaften (in Klammern Einwohnerzahl Stand 1. Jänner 2024):
- Eselsberg (114)
- Mainhartsdorf (114)
- Winklern bei Oberwölz (114)

### Nachbargemeinden der ehemaligen Gemeinde
Von Norden, im Uhrzeigersinn:
- Donnersbachwald (Bezirk Liezen)
- Oberwölz Umgebung (Bezirk Murau)
- Oberwölz (Bezirk Murau)
- Sankt Peter am Kammersberg (Bezirk Murau)
- Sankt Nikolai im Sölktal (Bezirk Liezen)

## Geschichte
Das früheste Schriftzeugnis ist von 1120 und lautet „Winchilarin“. Der Name geht auf den Dativ von althochdeutsch winkil zurück und bedeutet ‚Bei den Bewohnern des Winkels‘.
Die politische Gemeinde Winklern wurde 1849/50 errichtet.

## Kultur und Sehenswürdigkeiten
- Maria Altötting in Winklern
- Sagenweg Sagenhaftes Wölzertal

## Wirtschaft und Infrastruktur
Laut Arbeitsstättenzählung 2001 gab es 11 Arbeitsstätten mit 43 Beschäftigten in der Gemeinde sowie 311 Auspendler und 20 Einpendler. Es gab 92 land- und forstwirtschaftliche Betriebe (davon 58 im Haupterwerb), die zusammen 5.867 ha bewirtschafteten (Stand 1999).

## Politik

### Gemeinderat
Der Gemeinderat bestand aus neun Mitgliedern und setzte sich seit der Gemeinderatswahl 2010 aus Mandataren der folgenden Parteien zusammen:
- 6 ÖVP
- 3 SPÖ

### Wahlergebnisse
Gemeinderatswahl 2005:
- ÖVP 365 Stimmen – 56,68 %
- SPÖ 180 Stimmen – 27,95 %
- FPÖ 99 Stimmen – 15,37 %

### Wappen
Die Verleihung des Gemeindewappens erfolgte mit Wirkung vom 1. Jänner 1995.

Wappenbeschreibung:
Von Blau und Rot durch zwei gestürzte allseits anstoßende silberne rechte Winkel geteilt; im Schildfuß ein silberner Dreiberg von ineinandergeschobenen Hügeln, aus dem in das obere Feld eine silberne Linde in Form eines Lebensbaumes mit silberner Lilie an der Spitze wächst.